# (7070) 1994 YO2
(7070) 1994 YO2 è un asteroide della fascia principale interna. Scoperto nel 2001, presenta un'orbita caratterizzata da un semiasse maggiore pari a 2,248438 UA e da un'eccentricità di 0,146679, inclinata di 6,995174° rispetto all'eclittica. Ha un diametro di 4,313 km, un periodo di rotazione di 3,25 ore e un'albedo di 0,378.